# José Antonio Páez
Pour les articles homonymes, voir Páez.
José Antonio Páez, né le 13 juin 1790 à Acarigua et mort le 6 mai 1873 à New York, est un militaire et un homme d'État vénézuélien. Général, il mène la guerre d'indépendance de la Grande Colombie contre l'Espagne. Il est président du Venezuela (qu'il émancipe de la Grande Colombie en 1829) à trois reprises : de 1830 à 1835, de 1839 à 1843 et de 1861 à 1863.
Il figure sur la pièce de 10 réaux ou d'un peso vénézuélien frappée en 1863 et gravée par Désiré-Albert Barre.
Il est enterré au Panthéon national du Venezuela.